# Бардонекия
Бардонѐкия (на италиански: Bardonecchia; на пиемонтски: Bardonecia, Бардонеча, на окситански: Barduneice, Бардунейсе, на френски: Bardonnèche, Бардонеш) е малък град и община в Метрополен град Торино, регион Пиемонт, Северна Италия. Разположен е на 1312 m надморска височина. Към 1 януари 2020 г. населението на общината е 3159 души, от които 368 са чужди граждани.
Бардонекия е най-западната община в Италия.

## Забележителности
- Укрепление на Жафро (Batteria dello Jafferau) и Форт на Брамафам (Forte di Bramafam)
- Енорийска църква на Св. Иполит (Chiesa parrocchiale di Sant'Ippolito)
- Празничен палат (Palazzo delle Feste)
- Олимпийско селище, бивша Колония 9 май (Villaggio olimpico, ex Colonia IX Maggio)
- Укрепен дом на Рошмол (Casaforte di Rochemolles) – в подселище Рошмол
- Манастир на Св. Франциск (Convento di San Francesco)
- Тур д'Амон (Tour d'Amont) – руини от замъка

## Култура

### Музеи
- Градски етнографски музей (Museo Civico Etnografico)
- Ентографски музей и мелница на подселище Рошмол (Museo etnografico e Mulino della frazione Rochemolles)
- Епархийски музей на Мелезет (Museo diocesano di Melezet) – в подселище Мелезет
- Форт на Брамафам (Forte di Bramafam)